# Wilson (Pensylwania)
Wilson – miejscowość w Stanach Zjednoczonych, w stanie Pensylwania, w hrabstwie Northampton.